# 米吉多
- 關於以色列的一個基布茲，請見「米吉多 (以色列)」。

米吉多遗址（羅馬化：Tel Megiddo，羅馬化：Tell el-Mutesellim，直译：「总督的土堆」，羅馬化：Megiddo）位于现代以色列北部的米吉多基布茲近郊、海法城东南约30公里，是米吉多古城废弃后形成的台形遗址。
米吉多在青铜时代曾是迦南人的重要城邦，在铁器时代成为了以色列王国的皇城，具有重要的历史意义。古城扼守瓦迪阿拉山谷（又称依朗干谷）北端隘口，控制出入迦密山的通道，向东可以俯望富饶的耶斯列谷，故为兵家必争之地。其希腊语名称哈米吉多頓为《圣经》描述末日交兵之所在，又为此地赋予了神学色彩。
列王紀上9章15節提到所羅門王在夏瑣、米吉多、基瑟建造城牆。考古學家在三地發現相似的城門的遺跡。
在《新約聖經·啟示錄》的異兆中，所使用哈米吉多頓的詞源便是來自米吉多。

## 地理位置
米吉多位置於連貫兩洲的陸地以色列北部加利利區內，黎巴嫩西北山脈之間的寬闊谷地。其面積大約為32.2×64.4公里。米吉多被山環繞，分別有迦密山、撒馬利亞山、加利利山、他泊山等。在米吉多平原南邊的，是耶斯列谷。

## 外部連結
- 復臨環球網：哈米吉多頓 （页面存档备份，存于）
- Shelby White - Leon Levy grant for the publication of Yadin excavations
- The Megiddo Expedition （页面存档备份，存于）
- Megiddo At Bibleplaces.com